# Ros Sereysothea
Ros Sereysothea (em quemer:  រស់ សេរីសុទ្ធា, nascida Ros Sothea; c. 1948–1977) foi uma famosa cantora cambojana do final da República Khmer. Ela intepretou um grande número de gêneros musicais e, apesar de sua curta carreira, gravou um grande número de canções e estrelou alguns filmes. Detalhes de sua vida são relativamente escassos e seu paradeiro durante o Kampuchea Democrático permanece um mistério. Recebeu do rei Norodom Sihanouk o título de "Rainha com Voz de Ouro".

## Biografia
Ros Sothea nasceu em 1948 em uma aldeia na província de Battambang, na Indochina Francesa. Foi a segunda mais nova entre cinco irmãos de uma família de camponeses pobres e, por sua condição social, não frequentou a escola nem foi alfabetizada. Durante a adolescência, ela e sua família formaram uma banda que se apresentava nas aldeias de Battambang performanceando música clássica khmer, com Sothea e seu irmão Serey nos vocais. A banda começou a ganhar notoriedade. Na época, a indústria musical cambojana experimentava um rápido crescimento, e com as notícias de cantores que conseguiam muito dinheiro em Phnom Penh, Sothea e Serey foram para a capital.